# Proteodes carnifex
Proteodes carnifex är en fjärilsart som beskrevs av Butler 1877. Proteodes carnifex ingår i släktet Proteodes och familjen praktmalar, Oecophoridae. Inga underarter finns listade i Catalogue of Life.